# Re'tu
Re'tu su izmišljena rasa u američkoj TV seriji Zvjezdana vrata SG-1. Oni su nehumanoidna rasa čije molekule postoje 180 stupnjeva izvan naše faze relanosti što im omogućava da budu nevidljivi za ljudsko oko. Vidljivi za ljudsko oko postaju samo kad se izlože djelovanju oružja pod imenom TER, osmišljenog od strane Goa'ulda koji ih žele istrijebiti. To dovodi do podjele u Re'tu redovima gdje dolazi do odvajanja na pacifistički nastrojenu vladu i ekstremističku skupinu pobunjenika koji se koriste samoubilačkim napadima kao metodom borbe i koji organizacijski djeluju kroz ćelije sastavljene od nekoliko članova. Obično oružje ih samo za kratko vrijeme uspori. Njihovo prisustvo uzrokuje bol u simbiontu što Jaffama i Goa'uldima omogućava da odrede njihovu blizinu.

## Pojavljivajne
Njihovo prvo pojavljivanje je u epizodi Tužibabe u drugoj sezoni kada militantna pobunjenička skupina Re'tua odlučuje da je jedini efektivan način borbe protiv Goa'uldske okupacije tako što će uništiti sve potencijalne vrste koje bi im u budućnosti mogle postati sluge, uključujući i ljude. Prošavši kroz Zvjezdana vrata infiltriraju se u SG-1. 

## Tehnologija
Re'tu tehnologija je veoma napredna. Oni posjeduju ručno oružje koje može napraviti rupe čak i na metalu. 